# Guil
Guil – francuska rzeka w Alpach Kotyjskich, w departamencie Alpy Wysokie. Główny tok wodny regionu Queyras, lewobrzeżny dopływ Durance. Długość 51,5 km, powierzchnia dorzecza 727 km².
Źródła w piargach na północnym skłonie Col de Vallante (2871 m n.p.m.), leżącej w głównym wododziałowym grzbiecie Alp, w północnej części masywu Monte Viso, identyfikowalne tylko wiosną, podczas topnienia śniegów. Ciek źródłowy widoczny jest dopiero od jeziorka zwanego Lac Lestio (ok. 2480 m n.p.m.). Spływa początkowo wąską doliną w kierunku północno-zachodnim, by poniżej miejscowości Abriès skręcić ku południowemu zachodowi. Po krótkim odcinku nieco szerszej doliny, gdzie przyjmuje swój większy lewobrzeżny dopływ (potok de l’Aigue Agnelle), poniżej miejscowości Château-Queyras wpływa w wąski, okolony skałami wąwóz, zwany Combe du Queyras – ulubione miejsce kajakarzy górskich i miłośników raftingu.
U wylotu wąwozu, w miejscu zwanym Le Pont de Pierre lub Maison du Roy, gdzie w kierunku wschodnim odchodzi droga do wsi Ceillac, drogę zagradza rzece zapora wodna Maison du Roi. Tworzy ona niewielkie jezioro zaporowe, do którego uchodzi również drugi duży dopływ lewobrzeżny Guil, potok Cristillan. Odcinek poniżej zapory to kolejny wąwóz, zwany Gorges du Guil. Niżej, koło Eygliers, wody ujęte w zaporze napędzają elektrownię wodną i wracają do rzeki, po czym poniżej Mont Dauphin, na wysokości ok. 925 m n.p.m. Guil uchodzi do Durance.
Rzeka posiada reżim niwalny (śnieżny górski), a jej średni przepływ u ujścia do Durance wynosi 17 m³/s.
Guil stanowi doskonałe łowisko pstrągowe. Powyżej zapory Maison du Roi dozwolony jest jedynie połów sportowy na sztuczną muchę, a wszystkie złowione ryby muszą być wypuszczone z powrotem do wody. Do wód poniżej zapory dociera troć jeziorowa z jeziora zaporowego Serre-Ponçon.
W dolnej części doliną Guil, od Guillestre prawie po Château-Queyras (i dalej na północ na przełęcz Col d’Izoard) biegnie droga nr 902. Droga ta, wykuta miejscami w litej skale ponad korytem rzeki, została oddana do eksploatacji dopiero w 1911 r i jest tak wąska, że miejscami nie miną się na niej dwa samochody. Od Château-Queyras dalej w górę doliny biegnie droga nr 947, która kończy się w Abriès.